# Trần Kiến (Bắc Ngụy)
Hầu Mạc Trần Kiến (chữ Hán: 侯莫陈建, ? – 485), quen gọi là Trần Kiến, người bộ lạc Hầu Mạc Trần, dân tộc Tiên Ti, có hộ tịch ở quận Đại (nay thuộc Sơn Tây), tướng lãnh nhà Bắc Ngụy thời Nam bắc triều.

## Thân thế
Tháng 3 ÂL năm Thiên Hưng thứ 2 (399), bộ lạc Hầu Mạc Trần, tộc Tiên Ti bị Bắc Ngụy Đạo Vũ đế đánh bại và chịu quy phục. Đến khi Bắc Ngụy Hiếu Văn đế tiến hành Hán hóa (496), họ Hầu Mạc Trần được đổi là họ Trần. Do ảnh hưởng của Ngụy thư, người đời sau quen gọi ông là Trần Kiến, mặc dù sanh thời ông vẫn chưa đổi họ.
Ông nội là Hầu Mạc Trần Hồn, cuối thời Bắc Ngụy Đạo Vũ đế làm đến Hữu vệ tướng quân. Cha là Hầu Mạc Trần Dương, làm đến Thượng thư.

## Sự nghiệp
Kiến nhà giỏi cưỡi ngựa bắn cung, được cất nhắc làm Tam lang . Kiến dần được thăng đến Hạ đại phu, Nội hành trưởng. Bắc Ngụy Thái Vũ đế trấn áp khởi nghĩa Bạch Long của tộc Sơn Hồ ở Tây Hà, rất xem thường hắn ta, đơn độc đem vài mươi kỵ binh lên núi ngắm hình thế, mỗi ngày đều làm như vậy. Bạch Long bèn mai phục tráng sĩ hơn 10 chỗ, bất ngờ xông ra; Thái Vũ đế ngã ngựa, cơ hồ gặp chuyện không may. Kiến lấy thân che cho đế, hô lớn xông vào kẻ địch, giết được vài người, mình chịu hơn 10 vết thương. Thái Vũ đế cảm động, ban cho 20 hộ.
Đầu thời Văn Thành đế, Kiến được ban tước Phụ Thành hầu, gia hiệu Quan quân tướng quân. Sau đó Kiến được ra làm U Châu thứ sử, tước Giả Tần Quận công. Văn Thành đế cho rằng Kiến tham bạo và hèn yếu, sai sứ đến châu phạt đòn 50 trượng.
Đầu thời Hiếu Văn đế, Kiến được trưng làm Thượng thư hữu bộc xạ, gia Thị trung, tiến tước Triệu Quận công. Kiến với Thị trung thượng thư, Tấn Dương hầu Nguyên Tiên Đức, Điện trung thượng thư, Trường Lạc vương Mục Lượng, Bỉ bộ thượng thư, Bình Nguyên vương Lục Duệ bí mật dâng biểu ủng hộ Hiếu Văn đế tiến hành nam phạt, khiến đế hài lòng. Kiến được thăng làm Tư đồ, Chinh tây đại tướng quân, tiến tước Ngụy Quận vương. Hiếu Văn đế cùng Phùng thái hậu nhiều lần thăm nhà của Kiến, ban cho vợ của ông được ăn tiệc ở Hậu Đình.
Năm Thái Hòa thứ 9 (485), Kiến mất.

## Hậu nhân
Con là Trần Niệm hay Trần Niệm Sanh được nối tước. Trần Niệm làm đến Trung Sơn thái thú, có tội cướp bóc dân lành, bị Ngự sử trung úy Vương Hiển đàn hặc. Trần Niệm gặp dịp đại xá, được miễn tội, nhưng tước bị trừ bỏ.